# آکاام
آکا-ام (AKM) (روسی: Модернизированный Автомат Калашникова) (فارسی: آفتامات کلاشینکف مدرن) تفنگ تهاجمی کالیبر ۳۹×۷٫۶۲ میلی‌متر است که توسط میخائیل کلاشنیکف طراحی شد. از این تفنگ به عنوان نسخهٔ مدرن کلاشنیکف یاد می‌شود.